# Sévis
Sévis település Franciaországban, Seine-Maritime megyében. Lakosainak száma 398 fő (2018. január 1.). Sévis Auffay, Bellencombre, Cressy, La Crique, Montreuil-en-Caux és Saint-Hellier községekkel határos.

## Népesség
A település népessége az elmúlt években az alábbi módon változott:
| Lakosok száma | 381  | 397  | 398  | 395  | 398  |
|               | 2013 | 2015 | 2016 | 2017 | 2018 |